# Concistori di papa Gregorio XIV

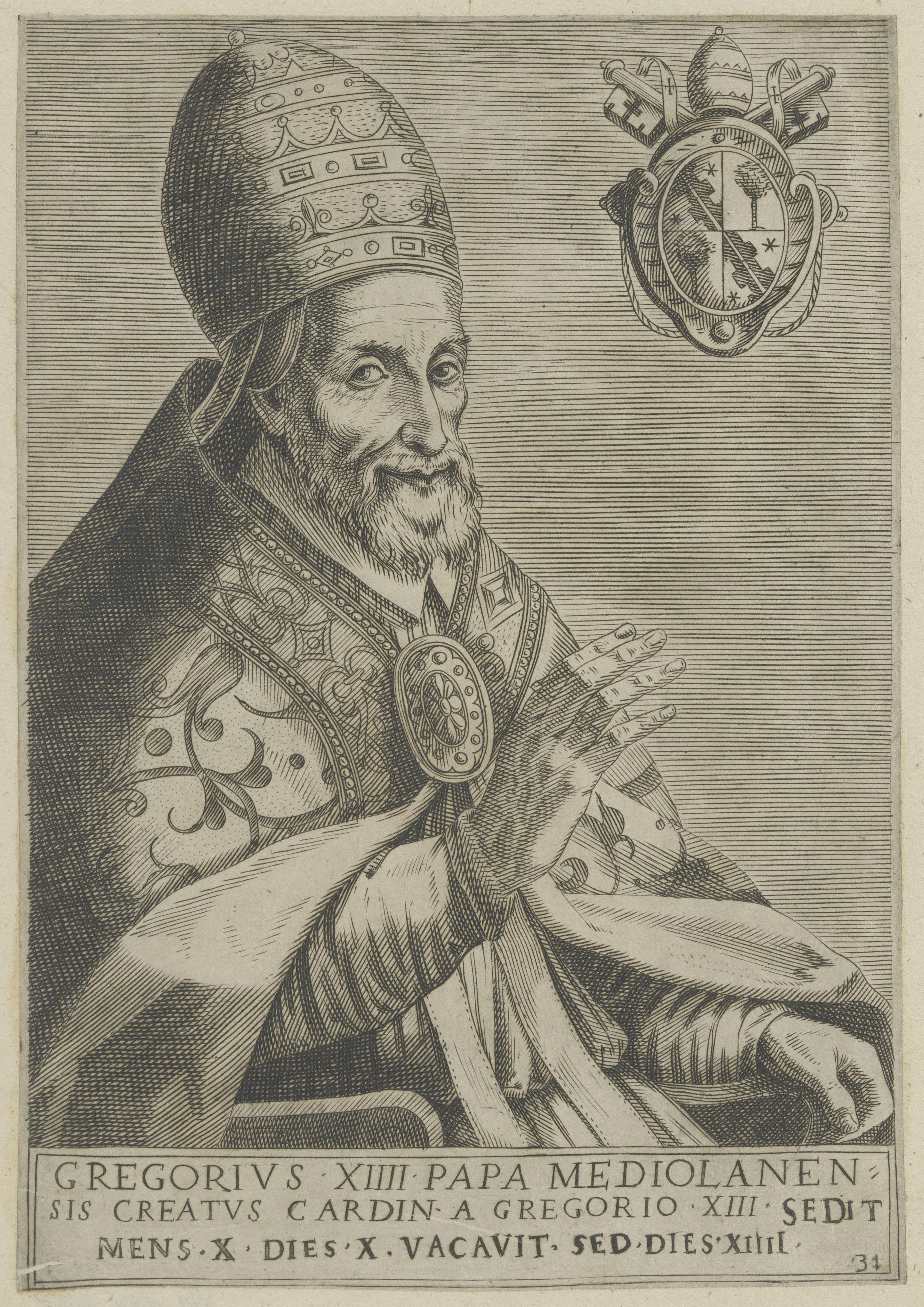
Papa Gregorio XIV

Questa voce raccoglie l'elenco completo dei concistori per la creazione di nuovi cardinali presieduti da papa Gregorio XIV, con l'indicazione di tutti i cardinali creati. Durante il suo pontificato, Gregorio XIV ha creato 5 nuovi cardinali in 2 distinti concistori, tutti italiani. Il pontefice offrì la porpora cardinalizia anche al futuro santo Filippo Neri che, con un gesto di umiltà, rifiutò.

## 19 dicembre 1590 (I)
- Paolo Emilio Sfondrati, nipote di Sua Santità; creato cardinale presbitero di Santa Cecilia; deceduto il 14 febbraio 1618.

## 6 marzo 1591 (II)
- Ottavio Paravicini, vescovo di Alessandria, creato cardinale presbitero di San Giovanni a Porta Latina; deceduto il 3 febbraio 1611.
- Ottavio Acquaviva d'Aragona, maggiordomo di Sua Santità; creato cardinale diacono di San Giorgio in Velabro; deceduto il 5 dicembre 1612.
- Odoardo Farnese, pronipote di papa Paolo III, abate commendatario di Grottaferrata; creato cardinale diacono di Sant'Adriano al Foro; deceduto il 21 febbraio 1626.
- Flaminio Piatti, uditore della Sacra Rota Romana, creato cardinale diacono di Santa Maria in Domnica; deceduto il 1º novembre 1613.

## Fonti
- (EN) Salvador Miranda, Gregory XIV, su fiu.edu – The Cardinals of the Holy Roman Church, Florida International University. URL consultato il 2 agosto 2017.